# Gromada Bzów
Gromada Bzów war eine Verwaltungseinheit in der Volksrepublik Polen von 1954 bis 1972. Verwaltet wurde die Gromada vom Gromadzka Rada Narodowa, dessen Sitz sich in Bzów (heute Teil von Zawiercie) befand und der aus 18 Mitgliedern bestand.

Die Gromada Bzów gehörte zum Powiat Zawierciański in der Woiwodschaft Katowice (damals Stalinogród) und bestand aus der ehemaligen Gromada Bzów der aufgelösten Gmina Kromołów sowie der Gromada Karlin aus der aufgelösten Gmina Ogrodzieniec.
Die Gromada Bzów bestand bis zum 1. Januar 1973.